# Bionic Commando (игра, 2009)
Bionic Commando — компьютерная игра, выпущенная в 2009 году как сиквел по мотивам оригинальной игры Bionic Commando, вышедшей в 1988 году для NES и её ремейка — Bionic Commando Rearmed, выпущенного в 2008 году. Главный герой игры — майор Натан Спенсер (Nathan Spencer) — бионический коммандос, главным оружием которого является его биомеханическая рука. Он в одиночку сражается против солдат Био-Рейха (Bio-Reign), разрушивших и захвативших город Асеншн-Сити (Ascension City).
Игра была разработана шведской студией GRIN по заказу Capcom и поступила в продажу 19 мая 2009 года для консолей Xbox 360 и PlayStation 3; релиз для Windows на PC состоялся 17 июля 2009 года. Игра использует кроссплатформенный движок Дизель (Diesel) собственной разработки GRIN, а также технологию PhysX. Версия для PC имеет улучшенную по сравнению с другими платформами графику.

## Сюжет
События игры имеют место спустя 10 лет после событий оригинальной игры для NES.
Главный герой игры — майор Натан Спенсер (Nathan Spencer) — первый бионический коммандос TASC и герой войны времён Имперского Инцидента. По ложным обвинениям он был приговорён военным судом к смерти за измену и уже пять лет ожидает исполнения смертного приговора. Однако, в роковой день некая террористическая организация Био-Рейх (Bio-Reign) приводит в действие мощное экспериментальное оружие — кинетический луч, который вызывает страшное землетрясение и разрушает самый большой город Федеральных Штатов Америки (FSA) Асеншн-Сити (Ascension City), превратив его в руины. Био-Рейх берёт город под свой контроль и начинает строить новую империю. Правительство принимает решение освободить Натана Спенсера, возвращает ему механическую биоруку и даёт задание исправить сложившуюся ситуацию. Под руководством Джозефа Гибсона, также известного как Супер Джо, главный герой медленно, но верно пробирается по разрушенному городу и пытается выведать тайны командования Био-Рейха…
Когда Натан выполняет все поручения Джо, тот раскрывает карты. Оказывается, «Падальщик», который Натан добыл для Джо нужен был ему для завершения проекта «Гриф», но правительство не давало ему прав. Тогда, используя ситуацию, он отправил туда Натана. Вместе с Джо, на борту оказывается Мэг и давний враг Натана — Гредер. Они улетают, а Натана расстреливает Бурак. Но Натан выживает и запрыгивает на Бурак. Летя над океаном, он перепрыгивает с одного вертолёта на другой, пока не достигает самого первого. Так он вступает в схватку с Джо, но Гредер скидывает Мэг. Натан ловит её, сам повиснув на краю самолёта. Гредер говорит Натану, что «плоть слаба» и скидывает обоих. Натан вновь видит видение, где Джо говорит его жене, что он погиб, но с ним она добьётся поддержки.
Натан приходит в себя. Он видит уцелевшую Мэг. Но тут появляется таинственный снайпер. На вопрос Натана, он отвечает, что они преследуют одинаковые цели. Затем он указывает на огромную шагающую станцию. Спенсер залезает на неё и отключает систему охлаждения. Станция рушится. Тут появляется Гредер. Его тело полностью разрывается, а внутри оказывается полностью бионический скелет. Несмотря на превосходство, Натан уничтожает Гредера. Затем, он засовывает ему в рот гранату, спросив: "Как теперь ты выживешь?" Скинутому Гредеру разрывает голову. Натан, наконец, добирается до базы. Там он натыкается на архив бионических солдат. Из него он понял, что они — лишь начало того бионического оружия, которое уже создано. Дойдя до конца, он опаздывает. Джо, сидя в экзоскелете с установленным «Падальщиком» запускает проект. Тысячи грифов находятся под его контролем. Он говорит Натану, что Эмили уже была рядом, и он всегда «пользовался» ей. Тут из засады выбегает Мэг и бежит прямо на Джо. Но он легко её останавливает и убивает. Натан пробивает стекло и бежит за Джо, но тот оказывается слишком высоко. Спенсер ныряет в пропасть и цепляется за одного из Грифов.
Взлетев на сотни метров над городом, Натан прыгает по Грифам, попутно их уничтожая. Добравшись до Джо, Натан последний раз спрашивает его об Эмили. Тот говорит, что это уже не важно, и зажимает Натана. Он теряет сознание. В видении он опять видит Эмили, но теперь он останавливает её «живой» рукой. Натан говорит, что потерял её, на что она отвечает, что это он потерялся. Очнувшись, Натан всё ещё находится в хватке Джо. Натан в ярости пробивает купол экзоскелета головой, а затем и самого Джо избивает до потери сознания. Потом он спускается ниже и ударом кулака уничтожает энерго-генератор «Падальщика». Взрывная волна, впоследствии, деактивирует тысячи Грифов. Тело Натана падает обратно в ангар, погрузившись во тьму.
После титров следует сообщение, в котором говорится о закрытии ангара и завершении проекта Гриф. Следующее сообщение печатается на экране, но его расшифровка не успевает начаться — экран гаснет, на чём игра и заканчивается.
Некоторым игрокам удалось расшифровать последнее сообщение, и оно гласит «BESTAETIGE. AUSFUEHRUNG VON PHASE ZWEI VORBEREITET. AKTIVIERE PROJEKT ALBATROSS», что в переводе с немецкого «Принято. Активация второго этапа подготовлена. Активирую проект АЛЬБАТРОС». Исходя из этого, вполне возможно, что разработчики планировали выпустить вторую часть игры, но не смогли это сделать из-за банкротства.

## Геймплей
Геймплей игры представляет собой смесь аркады, экшена и шутера от третьего лица. Элементы аркады изображены более выражено. Из врагов вываливаются контейнеры с патронами, бонусы спрятаны в виде спрайтовых значков из NES-версии. Сама система передвижения также напоминает аркадный платформер, нежели экшен. Игроку предстоит совершать прыжки с огромной высоты, перелетать с одной платформы на другую, подбирать вываливающиеся из врагов бонусы. Ограниченность в передвижении (радиация и вода) также являются аркадными элементами. А элементы шутера — совсем другая тема. Классический режим стрельбы — стрельба навскидку. Игрок ведёт привычный огонь с камерой «за спиной». Но при нажатии клавиши, камера закрепляется за плечом персонажа. При этом в передвижении появляются ограничения — нельзя прыгать, а если игрок упадёт с платформы, прицел вернётся на своё место — за спину.
Игрок управляет персонажем с видом от третьего лица. Дизайн уровней разнообразен: руины небоскребов, разрушенные дороги, улицы затопленные водой, большие каньоны, пещеры и лесные массивы. Препятствием на пути являются зоны с высокой радиацией и вода.
Гигантский город разрушен, а двигаться по земле неудобно, медленно или совсем невозможно, поэтому Спенсер предпочитает использовать свою механическую руку. Он выпускает из неё трос с мощным захватом, которым можно цепляться за различные поверхности. Трос можно использовать как лебёдку, подтягиваясь или быстро перемещаясь, можно просто прыгать или выполнять различные трюки, раскачиваясь на нём. Вся акробатика сделана очень зрелищно и разнообразно. При должном умении трос позволяет практически постоянно парить в воздухе. При помощи биоруки также можно хватать всевозможные предметы, швырять их в противников, хватать самих противников и расшвыривать их в стороны.
Солдаты Био-Рейха будут атаковать группами или при поддержке различной техники: так называемых биомехов и поликрафтов. Технику и солдат можно уничтожать различными способами: стреляя из оружия, швыряясь различными предметами, цепляясь за противника и сбивая его ударами ног, а также обрушиваясь сверху и др. Помимо механической руки в игре можно использовать различные виды оружия: пистолет (Вольфрам), пулемёт (АСД), гранатомет (Бульдог), переносную ракетную установку (Тарантул), осколочные гранаты ФША, снайперскую винтовку (Йелена), дробовик (Дальнобой) и лазерную пращу (Оружие биомехов). Одновременно можно нести только три вида оружия (пистолет, гранаты и один вид оружия перечисленных выше), которым периодически будут снабжать падающие с неба капсулы. Также можно подбирать боеприпасы (только для пистолета и гранат), выпавшие из убитых врагов.

### Мультиплеер
Игра на момент выхода имела многопользовательский режим, который позволял играть 8 игрокам одновременно через локальную сеть или интернет. Мультиплеер поддерживал классические режимы: deathmatch, command deathmatch и capture the flag. В многопользовательском режиме не было ограничений на количество носимого оружия и можно было использовать любое оружие, кроме гранат, также была недоступна возможность швырять предметы. Кроме оружия игрок мог собирать аптечки, броню и берсеркер’а, увеличивающий силу оружия. К настоящему времени официальные сервера закрыты, а мультиплеер доступен только через локальную сеть так как игровая компания «GameSpy» закрылась.

## Отзывы
| Сводный рейтинг     | Сводный рейтинг | Сводный рейтинг     | Сводный рейтинг     |
| Издание             | Оценка          | Оценка              | Оценка              |
| Издание             | PC              | PS3                 | Xbox 360            |
| ------------------- | --------------- | ------------------- | ------------------- |
| GameRankings        | 66,33 %         | 72,26 %             | 73,30 %             |
| Metacritic          | 69/100          | 71/100              | 70/100              |
| Иноязычные издания  |                 |                     |                     |
| Издание             | Оценка          | Оценка              | Оценка              |
| Издание             | PC              | PS3                 | Xbox 360            |
| Destructoid         | N/A             | N/A                 | 5/10                |
| Eurogamer           | N/A             | N/A                 | 7/10                |
| Famitsu             | N/A             | 34/40               | 34/40               |
| Game Informer       | N/A             | 6,25/10             | 6,25/10             |
| GamePro             | N/A             | [ 12 ]              | [ 12 ]              |
| GameRevolution      | N/A             | B                   | B                   |
| GameSpot            | 5,5/10          | 6/10                | 6/10                |
| GameSpy             | [ 16 ]          | [ 17 ]              | [ 17 ]              |
| GameTrailers        | N/A             | N/A                 | 7,7/10              |
| IGN                 | 7,5/10          | (US) 8/10 (UK) 7/10 | (US) 8/10 (UK) 7/10 |
| OXM                 | N/A             | N/A                 | 8/10                |
| PC Gamer (UK)       | 74 %            | N/A                 | N/A                 |
| The Daily Telegraph | N/A             | N/A                 | 7/10                |
| The Guardian        | N/A             | [ 25 ]              | [ 25 ]              |

Bionic Commando получил смешанные отзывы на всех платформах на Metacritic.